# 桂姜
桂姜（学名：Zingiber guangxiense），为姜科姜属下的一个植物种。